# Booralana tricarinata
Booralana tricarinata is een pissebed uit de familie Cirolanidae. De wetenschappelijke naam van de soort is voor het eerst geldig gepubliceerd in 1988 door Camp & Heard.